# Crazy 完美的大人
《Crazy 完美的大人》（Crazy 完全な大人）是日本女子偶像組合℃-ute的第21張單曲，於2013年4月3日由zetima發售。

## 概要
- 此單曲有6個版本，分別有初回生產限定盤A、B、C、D、E和CD ONLY。「初回生產限定盤A」收錄了《Crazy 完美的大人》的PV和《悲傷的天堂（各成員 Solo Ver.）》的PV；「初回生產限定盤B和C」只收錄了《Crazy 完美的大人》的PV。
- 「初回生產限定盤A至C」和「CD ONLY」收錄了B面曲《The☆Treasure Box》；「初回生產限定盤D」收錄了B面曲《來自地球的三重奏》由矢島舞美、鈴木愛理和岡井千聖主唱；「初回生產限定盤E」收錄了B面曲《我是天才》，由中島早貴和萩原舞主唱。
- 初回生產限定盤A還追加收錄《悲傷的天堂（各成員 Solo Ver.）》。
- 在2013年4月15日於Oricon公信榜單曲週榜取得第3名。
- 此單曲是℃-ute出道以來第一張銷量超過5萬的單曲。

## 收錄内容

### CD

#### 初回生產限定盤A
1. Crazy 完美的大人
（作詞、作曲：淳君 編曲：平田祥一郎）
2. The☆Treasure Box（ザ☆トレジャーボックス）
（作詞、作曲：淳君 編曲：藤澤慶昌）
3. Crazy 完美的大人（Instrumental）
4. 悲傷的天堂（鈴木 Part Ver.）
5. 悲傷的天堂（岡井 Part Ver.）
6. 悲傷的天堂（Instrumental）

#### 初回生產限定盤B / C / CD ONLY
1. Crazy 完美的大人
2. The☆Treasure Box（ザ☆トレジャーボックス）
3. Crazy 完美的大人 (Instrumental)

#### 初回生產限定盤D
1. Crazy 完美的大人
2. 來自地球的三重奏（地球からの三重奏）
（作詞、作曲：淳君 編曲：宅見將典）
矢島舞美、鈴木愛理、岡井千聖主唱
3. Crazy 完美的大人（Instrumental）

#### 初回生產限定盤E
1. Crazy 完美的大人
2. 我是天才（私は天才）
（作詞、作曲：淳君 編曲：近藤圭一）
中島早貴、萩原舞主唱
3. Crazy 完美的大人（Instrumental）

### DVD

#### 初回生產限定盤A
1. Crazy 完美的大人（PV）
2. 悲傷的天堂（鈴木 Part Ver.）
3. 悲傷的天堂（岡井 Part Ver.）
4. 悲傷的天堂（Instrumental）

#### 初回生產限定盤B
1. Crazy 完美的大人（PV）
2. Crazy 完美的大人（Dance Commentary Video）
3. Crazy 完美的大人（Dance Shot Ver.）

#### 初回生產限定盤C
1. Crazy 完美的大人（PV）
2. Crazy 完美的大人（Close-up Ver.）

## 外部連結
- 早安家族官方網站（日語）